# Liste von Persönlichkeiten der Stadt Oederan

Wappen der Stadt Oederan

Die Liste der Persönlichkeiten der Stadt Oederan enthält Personen, die in der Geschichte der sächsischen Stadt Oederan eine nachhaltige Rolle gespielt haben. Es handelt sich dabei um Persönlichkeiten, denen die Ehrenbürgerschaft verliehen wurde, die in Oederan geboren sind oder hier gewirkt haben.
Für die Persönlichkeiten aus den nach Oederan eingemeindeten Ortschaften siehe auch die entsprechenden Ortsartikel.

## Ehrenbürger
- Richard Heyder (1884–1984), Nestor der sächsischen Vogelkunde und Herausgeber des Werkes Die Vögel des Landes Sachsen[1]

## Söhne und Töchter der Stadt
Die folgenden Personen sind in Oederan oder den heutigen Ortsteilen der Stadt geboren. Ob sie ihren späteren Wirkungskreis in Oederan hatten oder nicht, ist dabei unerheblich.

### Persönlichkeiten der Frühen Neuzeit
- Valentin Schindler (1543–1604), Philologe und Orientalist
- Johann Klemm (um 1595–um 1659), Komponist, Organist und Musikverleger
- Gottfried Holtzmüller (1609–1659), schwedisch-weimarischer Oberstleutnant während des Dreißigjährigen Krieges
- Adam Friedrich von Schönberg (1654–1707), kurfürstlich-sächsischer Geheimer Rat, Kammerherr und Rittergutsbesitzer.

### Persönlichkeiten des 19. Jahrhunderts

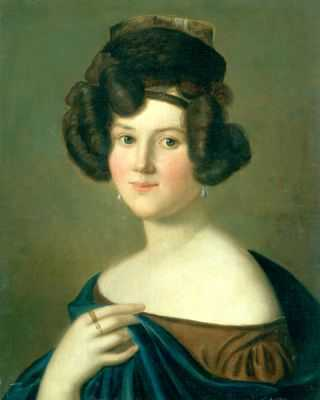
Minna Wagner

- Adolf Gottlieb Fiedler (1771–1850), Unternehmer in Sachsen und Polen
- Christian Gottlob August Bergt (1772–1837), Organist und Komponist
- Franz Heisterbergk (1799–1850), Jurist und Politiker, Mitglied der Frankfurter Nationalversammlung, MdL (Königreich Sachsen)
- Ferdinand Moritz Heisterbergk (1802–1890), Unternehmer und Politiker, MdL (Königreich Sachsen)
- Minna Wagner, geborene Wilhelmine Planer, (1809–1866), Schauspielerin und erste Ehefrau Richard Wagners
- Louis Bernhard Rüling (1822–1896), evangelisch-lutherischer Theologe und Pfarrer, Hofprediger und Rat des Sächsischen lutherischen Landeskonsistoriums
- Karl Gottlob Heymann (1825–1905), konservativer Politiker, MdL (Königreich Sachsen), geboren in Frankenstein
- Carl Gerstenberger (1825–1912), Lehrer und Naturforscher, geboren in Görbersdorf
- Konrad Fiedler (1841–1895), Kunsttheoretiker
- Theodor Heymann (1853–1936), Unternehmer und konservativer Politiker, MdL (Königreich Sachsen), geboren in Frankenstein

### Persönlichkeiten des 20. Jahrhunderts

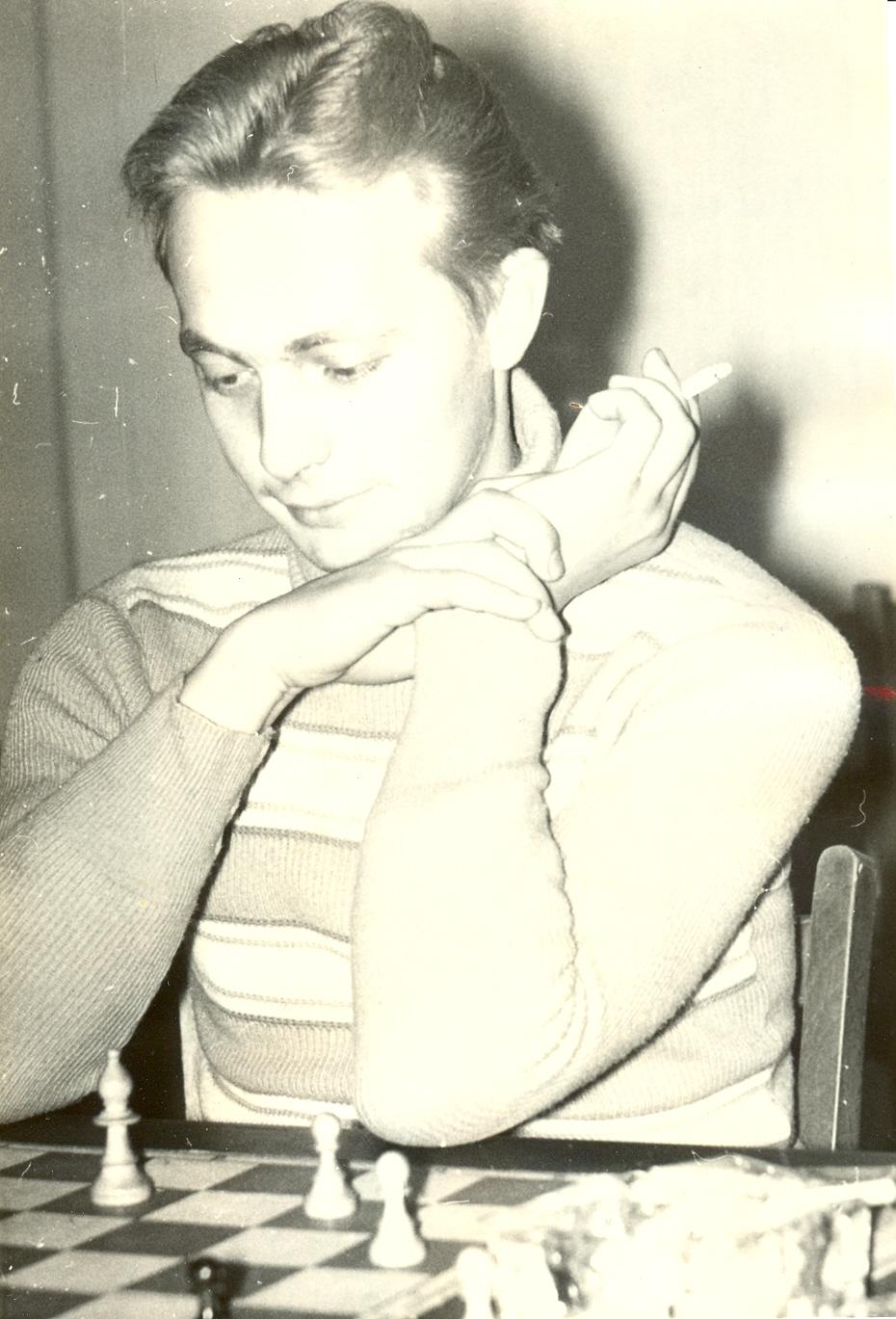
Rolf Richter

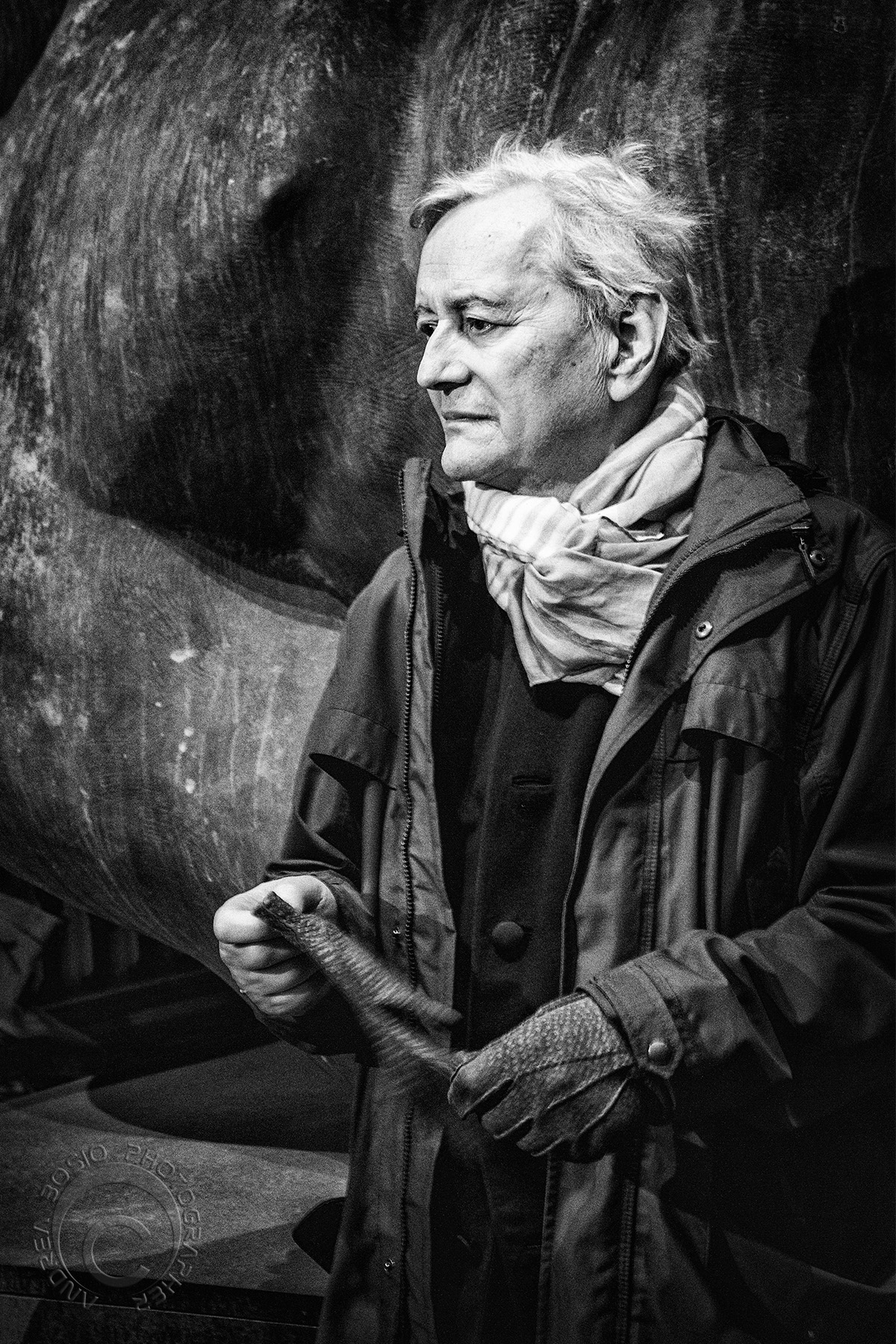
Igor Mitoraj

- Johannes Siegert (1874–?), Politiker (DNVP) und Mitglied des Sächsischen Landtags
- Herbert Böhme (1879–1971), Superintendent der Evangelisch-Lutherischen Landeskirche im Kirchenbezirk Meißen
- Paul Cohrs (1897–1977), Tierarzt und Hochschullehrer in Leipzig und Hannover
- Willy Lange (1899–nach 1949), Parteifunktionär (SPD)
- Ilse Konell (1919–2012), Literatur-Mäzenin
- Günther Wagenlehner (1923–2006), Politikwissenschaftler und Journalist
- Martin Hoffmann (1930–2018), leistete studentischen Widerstand in der DDR, 2002 Gründer des Zeitzeugenmuseums in Oederan, 2008 Bundesverdienstkreuz für sein Engagement bei der Aufarbeitung des DDR-Unrechts
- Helmut Klotz (* 1935), Opernsänger und Chorleiter
- Christian Schlicke (1937–2023), Kirchenmusiker und Organist
- Rolf Richter (1941–1988), Schachkomponist
- Wolf-Peter Funk (1943–2021), Theologe, Linguist und Übersetzer koptischer Texte
- Igor Mitoraj (1944–2014), polnischer Bildhauer
- Gernot Krasselt (* 1950), Politiker (CDU) und seit 2009 Mitglied des Sächsischen Landtags, geboren in Breitenau
- Wolf Bergelt (* 1951), Autor, Organist und Orgelforscher
- Wolfgang Kohlbach (* 1953), Zahntechnikermeister und Autor

## Persönlichkeiten mit Bezug zur Stadt
- Johann Heinrich von Lindenau (1586–1615), Rittergutsbesitzer in Niederschöna im Kurfürstentum Sachsen, gestorben in Börnichen
- Johann Gottlieb Ohndorff (1702–1773), Zimmermeister und Baumeister, baute 1753/1754 das Rathaus Oederan um
- Johann Georg Hager (1709–1777), Pädagoge und Geograph, gestorben in Oederan
- Carl Friedrich Metzler (1813–1867), Jurist, Bürgermeister in Oederan und Mitglied der Frankfurter Nationalversammlung
- Moritz Lilie (1835–1904), Schriftsteller, Chronist und Journalist, verwendete auch die Pseudonyme M. L. v. Chemnitz, Moritz Rose und Woldemar Berndt, wuchs in Oederan auf
- Moritz Brand (1844–1927), sächsischer Landesscharfrichter, gestorben in Oederan
- Helene Weichardt, geborene Henkel, (1851–1880), Schriftstellerin, schrieb unter dem Pseudonym Ellen Lenneck, gestorben in Görbersdorf
- Georg Pauli (1867–1949), Lehrer zeitweilig Lehrer in Breitenau und Gründer des Lausitzer Radfahrer-Bundes, den er 1906 mit Mitgliedern des örtlichen Radfahrervereins gründete, von 1906 bis 1920 war er Vorsitzender des Lausitzer Radfahrer-Bunds, danach Ehrenvorsitzender
- Johannes Uhlig (1899–nach 1989), Botaniker und Lehrer, verfasste 1927 den Beitrag über die Pflanzenwelt von Oederan und Umgebung in der Geschichte der Stadt Oederan
- Grete Salus (1910–1996), Tanzpädagogin, berichtete als eine der ersten Zeitzeuginnen über ihre Erfahrungen als Inhaftierte im KZ Oederan in der Nähfadenfabrik Kabis[2]
- Rolf Kunze (1926–2010), Pädagoge und Holzschnitzer, war an der Gründung der Volkskunstschule Oederan im Jahre 1967 beteiligt und gestaltete dort maßgeblich die Lehrpläne mit[3]
- Gernot Krasselt (* 1950), von 1990 bis 2008 hauptamtlicher Bürgermeister